# Málas
Málas (szlovákul: Málaš) község Szlovákiában, a Nyitrai kerület Lévai járásában. Kis- és Nagymálas egyesítésével jött létre.

## Fekvése
Lévától 26 km-re délnyugatra fekszik. Kismálas, Peres és Alsóárma tartozik hozzá.

## Története
1156-ban „Malos” néven említik először. Neve a magyar mál (hegy déli lejtője) főnévből származik. Gótikus templomát 1323-ban már említik. Az esztergomi érsekség, majd 1277-ig a honti váruradalom része. Ekkor IV. László az esztergomi prépostságnak adta, később a káptalané lett. 1274-ben „Malas” és "Malos", 1286-ban „Malws” néven említik. 1290-ben Málasi Adorján itteni birtokát a káptalannal cserélte el. 1297-ben „Kydymalusy”, 1303-ban „Puszta Malas”, 1327-ben  „Mendscenthmalasa” néven említik. A káptalanon kívül két nemes volt még a birtokosa. Csák Máté halála után, 1321-ben Károly Róbert király a falut hűségéért Tapolcsányi György ispánnak adta, az oklevél a települést „Malas” alakban említi. 1322-ben egy birtokvita során „Bevd de Malas” néven említik. 1333-ban birtokainak egy része az egri érsekségé lett. A 14. század során általában „Bydy", "Bewd” illetve „Bydy Malas” alakban említik.
1527-ben Szapolyai János adomámylevelében Málast pusztaként említik. 1535-ben már két falut, Kis- és Nagymálast említenek. Kismálas ekkor pusztaság, Nagymálas a Málasy és Kálnay családok birtoka. 1537-ben Nagymálast Erdődy Kristóf szerezte meg. Későbbi birtokosai a Balogh, Hunyady, Foglár, Rainprech és Veress családok, akik egészen 1945-ig birtokolták a községet. 1600-ban 16 adózó portája létezett a falunak. Kálvinista egyháza 1655-ben alakult és 1736-ban szűnt meg. 1720-ban 14 az adózók száma. 1828-ban 61 házában 397 lakos élt.
Vályi András szerint "Kis, és Nagy Malas. Két falu Bars Várm. földes Uraik több Uraságok, lakosai külömbfélék, fekszenek Barshoz mintegy 3 mértföldnyire, földgyeik jók, fájok is van, szőlő hegyek, legelőjök elég, keresettyek Esztergomban, a’ Dunán, és Szent Benedeken, ’s Léván."
Fényes Elek szerint "Málas (Nagy), magyar falu, Bars vmegyében, Esztergom vmegye szélén: 386 kath., 21 ref. lak. Szántófölde jó minőségü; legelője nagyon alkalmas a juhtenyésztésre. F. u. többen. Ut. posta Zeliz."
A község központjában a mai kultúrház helyén állt egykor az Erdődyek kastélya. A község postahivatala 1882-ben épült, a telefont 1911-ben vezették be.

### Alsóárma

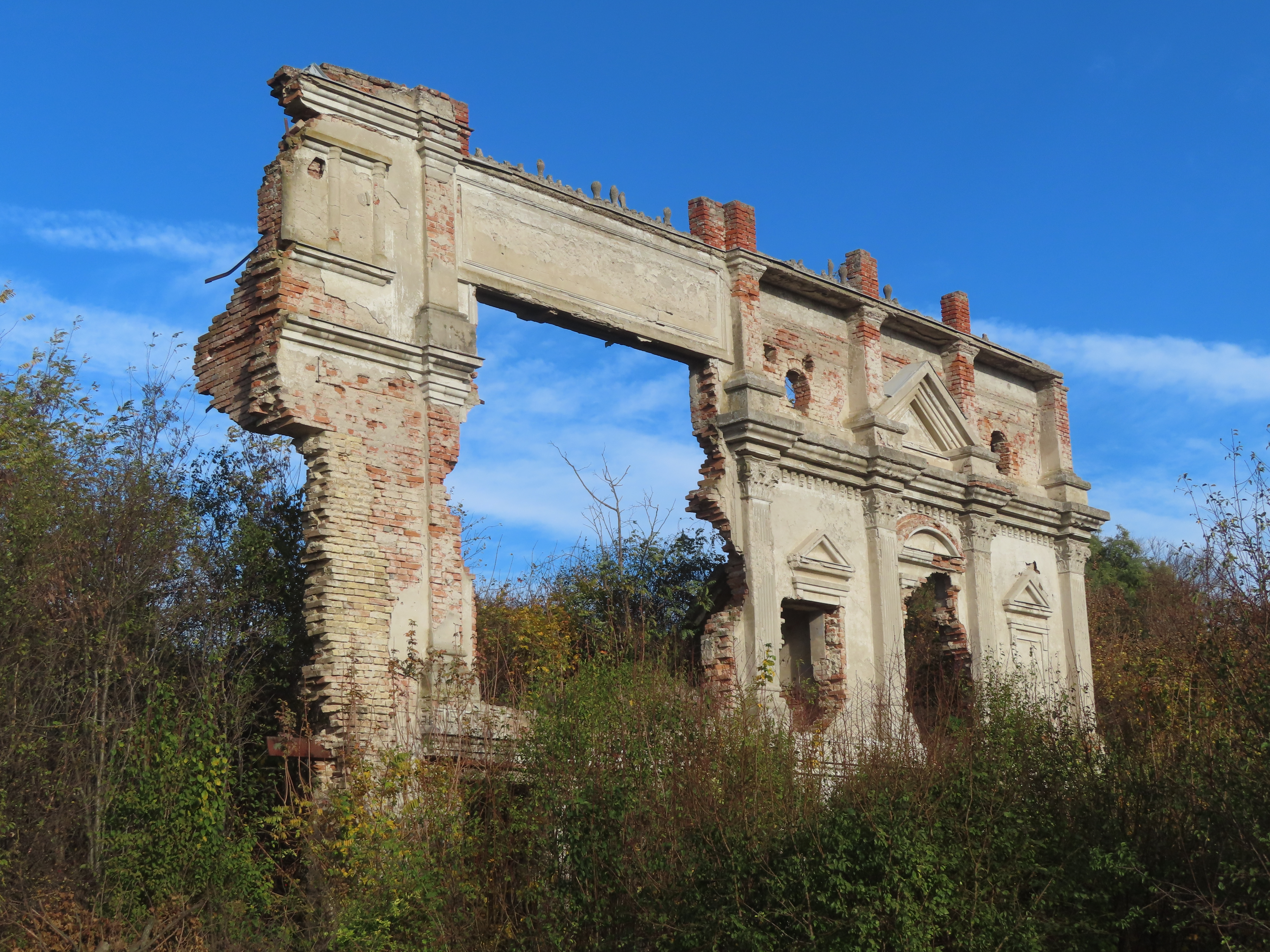
A kastély romjai
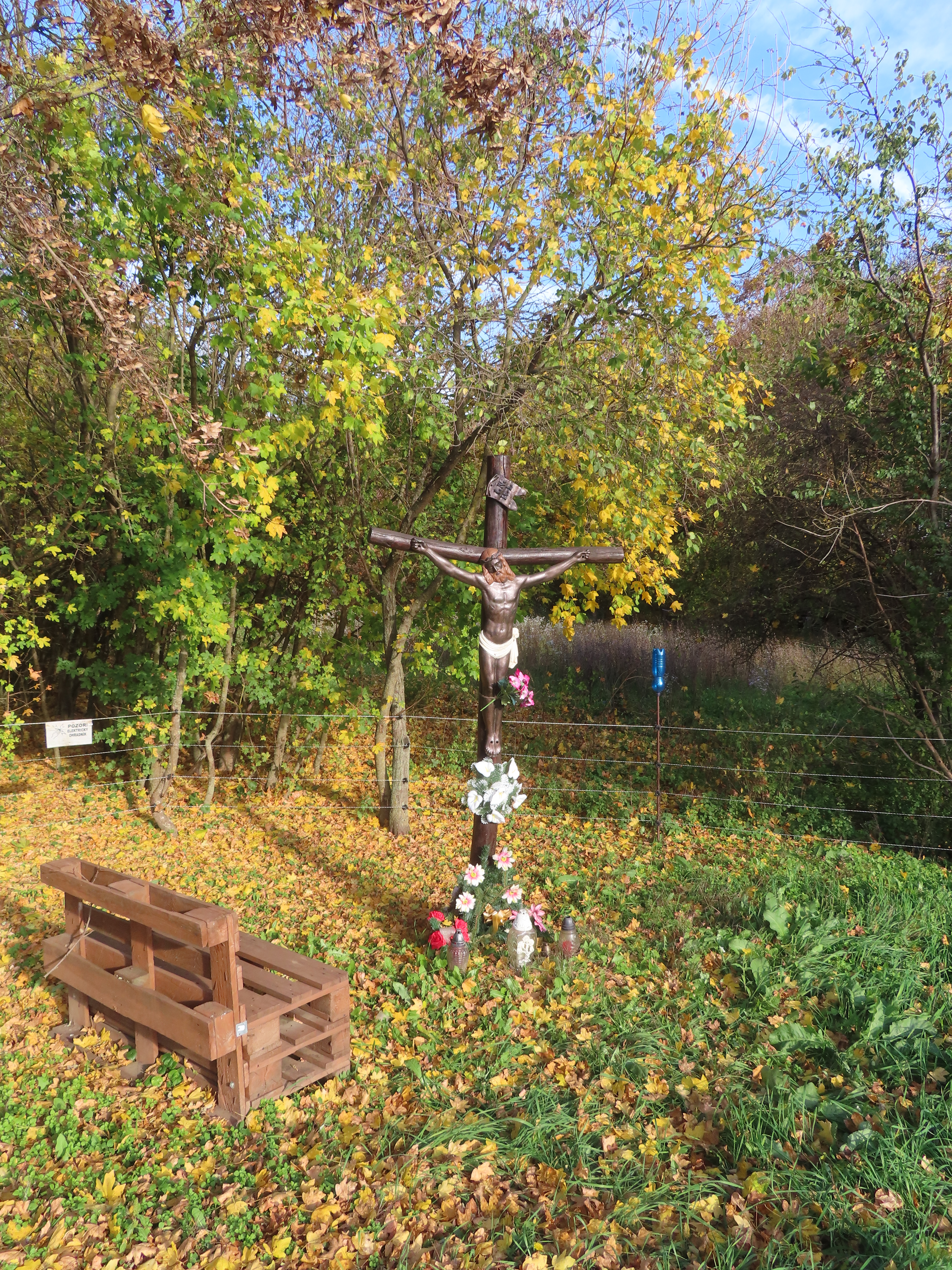

Alsóárma birtokosa a Kürthy család volt, 1536-ban mint elpusztult települést említik. 1657-ben 13 jobbágytelket említenek a források. 1663-ban újra kirabolta a török, de újjáépült. 1868-ban a Hunyadi család birtokolta. 1902-ben Szandtner Sándor volt a tulajdonosa, akinek Alíz nevű lánya Malcomes báró hitvese lett. 1934-ben Hecht Imre lett a birtokosa, aki 1945-ig birtokolta.

### Kismálas
Kismálas egykor önálló község volt, a török időkben azonban elpusztult és már nem építették újjá. A 18. században a Foglár család állattartás céljából gazdaságot létesített itt. 1891-ben Szandtner Sándor vásárolta meg, később dr. Forray Károly szerezte meg. 1929-ben házasság révén dr. Mihály Lajosé lett. 1920-ban részben felparcellázták, 302 hektárt pedig Weisz Ignác vett meg. A fennmaradó részt helyi és nagysallói gazdáknak adták el.
Fényes Elek szerint "Málas (Kis), igen szép kis puszta, Bars vmegyében, N. Málas mellett. Szántóföldei mintegy 600 hold felé mennek, s termékenyek; rétje 60 holdnyi, legelője 800 juhot könnyen kitarthat. Van egy jövedelmes korcsmája is. Lakja 70 magyar kath. F. u. Foglár Imre. Ut. p. Zseliz."
A trianoni békeszerződésig Málas területe – Alsóármával és Kismálassal együtt – Bars vármegye Lévai járásához, majd 1938 és 1945 között ismét Magyarországhoz tartozott.

### Peres
Peres – más néven Alsóperes, vagy Vickó Peres – az Erdődy család birtoka volt, akik a 19. század második felében szerezték meg a birtokot. A major később házasság révén Szentiványi Gábor birtoka lett. Az első világháború előtt a Zweig családé, majd Schlessinger Leó szerezte meg, ezután fia birtoka lett. 1945 és 1948 között a Prokes család birtokolta. A major 1975 körül szűnt meg.
A trianoni békeszerződésig területe Esztergom vármegye Párkányi járásához (azon belül pedig Farnadhoz), majd 1938 és 1945 között ismét Magyarországhoz tartozott.

## Népessége
| Év:            | 1994. | 2004.   | 2014.    | 2024.   |
| -------------- | ----- | ------- | -------- | ------- |
| Emberek száma: | 563   | 554     | 469      | 495     |
| Eltérés:       |       | -1,59 % | -15,34 % | +5,54 % |

| Év:            | 2023. | 2024.   |
| -------------- | ----- | ------- |
| Emberek száma: | 486   | 495     |
| Eltérés:       |       | +1,85 % |

1880-ban 591 lakosából 408 magyar és 157 szlovák anyanyelvű volt.
1890-ben 632 lakosából 423 magyar és 196 szlovák anyanyelvű volt.
1900-ban 728 lakosából 525 magyar és 192 szlovák anyanyelvű volt.
1910-ben 691 lakosából 616 magyar és 74 szlovák anyanyelvű volt.
1921-ben 702 lakosából 638 magyar és 56 csehszlovák volt. Ebből 659 római katolikus, 16 református, 14 izraelita, 12 evangélikus és 1 egyéb felekezetű volt.
1930-ban 760 lakosából 388 magyar és 330 csehszlovák volt.
1941-ben 799 lakosából 760 magyar és 32 szlovák volt.
1991-ben 586 lakosából 325 magyar és 258 szlovák volt.
2001-ben 562 lakosából 289 magyar és 265 szlovák volt.
2011-ben 493 lakosából 302 szlovák és 180 magyar volt.
2021-ben 480 lakosából 130 (+14) magyar, 303 (+8) szlovák, 1 (+5) cigány, 1 ruszin, 4 egyéb és 41 ismeretlen nemzetiségű volt.

## Neves személyek
- Nagymálason született 1852-ben Ordódy Lajos közgazdasági író.

## Nevezetességei

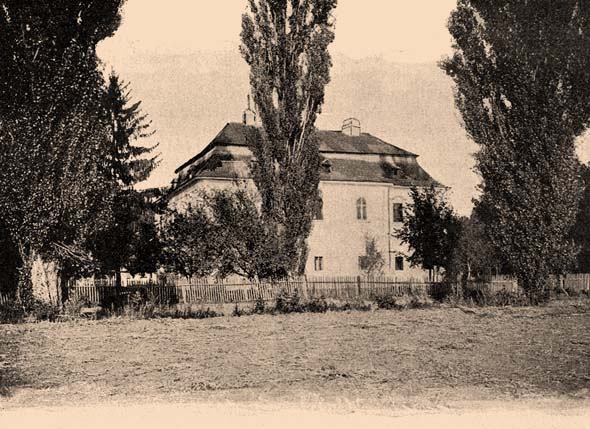
Nagymálasi kastély
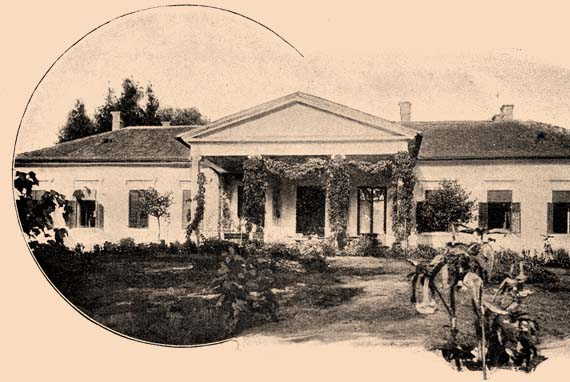
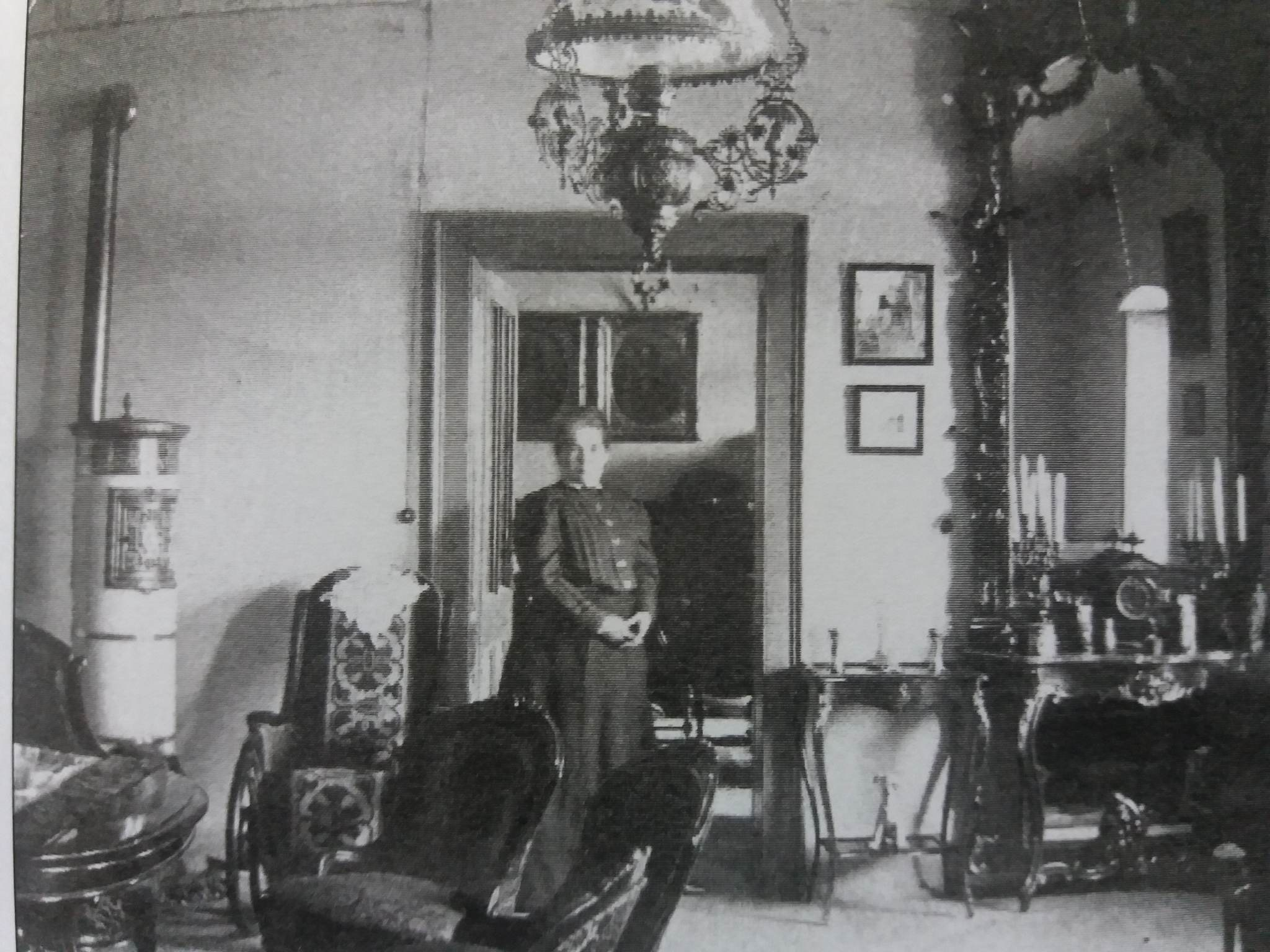
Ordódy kastélybelső

- Alsóárma 17. századi kastélyának romjai.
- Szűz Mária tiszteletére szentelt római katolikus temploma 1875-ben épült.

## Testvérvárosa
- Nőtincs, Magyarország